# Поляков, Сергей Петрович
Сергей Петрович Поляков (31 мая 1932, Москва — 9 сентября 2012, Москва) — советский и российский учёный этнограф и этнолог, специалист по этнографии Средней Азии и исламу.

## Биография
В 1950—1955 гг. учился на историческом факультете Московского государственного университета имени М. В. Ломоносова со специализацией по кафедре этнографии. Первая студенческая экспедиция состоялась в 1953 г. в Карелию и Вологду под руководством доцента М. В. Витова. Начало этнографического изучения Средней Азии относится к 1954 г. — изучение дунган Иссык-Куля. На основе материалов поездки была написана дипломная работа под руководством Г. Е. Маркова.
В 1955—1957 гг. работал в НИИ художественной промышленности.
С 1957 г. и до последних дней работал на кафедре этнографии/этнологии МГУ.
1954—1991 гг. регулярные экспедиции в республиках Средней Азии: Казахстане, Киргизии, Таджикистане, Туркмении, Узбекистане. За работу в Среднеазиатской комплексной археолого-этнографической экспедиции в 1973 г. получил Медаль ВДНХ III степени. Являлся консультантом археолого-архитектурного заповедника «Мангышлак».
1966 г. — защитил кандидатскую диссертацию по этнической истории северо-западных туркмен в средние века.
1993 г. — защитил докторскую диссертацию «Историческая этнография Средней Азии и проблемы ареальной типологизации и периодизации».
Автор методики количественных исследований «двойная матрица».

## Работы
- Орнамент дунган как исторический источник // Вестник МГУ. Сер. История. 1958. № 4.
- Сергей Павлович Толстов — археолог. К 60-летию со дня рождения // Вестник МГУ Сер.8. История. 1967. № 1.
- Этническая история Северо-Западной Туркмении в средние века. М.: Издательство Московского университета, 1973.
- Историческая этнография Средней Азии и Казахстана. Хозяйство, социальная организация, этническая история. М.: Издательство Московского университета, 1980.
- Mittelalteriche Bestattungen als Quellen zur Geschichte der Nomaden // Die Nomaden in Geschichte und Gegenwart. Berlin, 1981. S. 83-89.
- Методика и организация этнографических исследований (опыт работы Среднеазиатской комплексной экспедиции исторического факультета МГУ им. М. В. Ломоносова // Проблемы сравнительных исследований в социологии. М., 1987 (Соавт. В. И. Бушков).
- Традиционализм в современном среднеазиатском обществе. М., 1989.
- Бытовой ислам и консервативность сельской локальной общности в Средней Азии // Этносоциальные проблемы сельских миграций. М., 1990.
- К вопросу об этнических компонентах таджикской культуры // Проблемы истории культуры таджикского народа. Хшор, 1992.
- Everyday Islam Religion and Tradition in Soviet Central Asia. Armonk, New York; London, 1992.
- Средняя Азия X—XX веков. Методика обработки первичной археолого-этнографической информации // Российский этнограф. М., 1993. N 13. С. 10-258.
- Учёт межэтнических особенностей преступных формирований в борьбе с межрегиональным распространением наркотиков в России и странах ближнего зарубежья // актуальные проблемы контроля за незаконным оборотом наркотиков. Межвузовский сборник научных статей. Под ред. Б. Ф. Калачёва. М., 1996. С. 60-68.
- Социально-экономическая ситуация в Северо-Кавказском регионе. М., 1997. 27 с. (Исследования по прикладной и неотложной этнологии; № 108). (Соавт.: Бушков В. И.).